# 513 Centesima
513 Centesima
513 Centesima là một tiểu hành tinh ở vành đai chính, thuộc nhóm tiểu hành tinh Eos. Nó được Max Wolf phát hiện ngày 24/08/1903 ở Heidelberg và được đặt tên là Centesima, tiếng Latinh nghĩa là thứ 100, ý nói nó là tiểu hành tinh thứ 100 do Max Wolf phát hiện.